# 스웨덴 축구 협회
스웨덴 축구 협회(스웨덴어: Svenska Fotbollförbundet 스벤스카 포트볼스푀르분데트[*], 약칭 SvFF)는 스웨덴의 축구 협회이다. 1904년에 설립되었으며, 프로 축구 리그(알스벤스칸, 다말스벤스칸 등)와 국가대표팀(남자, 여자, 청소년)의 운영을 담당하고 있다.